# Eustenogaster fraterna
Eustenogaster fraterna är en getingart som först beskrevs av Charles Thomas Bingham 1897.  Eustenogaster fraterna ingår i släktet Eustenogaster och familjen getingar. Inga underarter finns listade i Catalogue of Life.